# Santacruz
Santacruz es un municipio colombiano ubicado en el departamento de Nariño, cuya cabecera municipal recibe el nombre de Guachavés. Se sitúa a 108 kilómetros de San Juan de Pasto, la capital del departamento.

## Geografía

### Término municipal
Su término municipal limita por el norte con el municipio de Samaniego, por el sur con Sapuyes, por el este con Túquerres y Providencia y por el oeste con Mallama y Ricaurte.

## División Político-Administrativa
Además de su Cabecera municipal: Guachavés. Santacruz tiene bajo su jurisdicción los siguientes Centros poblados:
- Balalaika
- Manchag